# Sierżant sztabowy Policji
Sierżant sztabowy Policji (sierż. szt.) – najwyższy stopień podoficerski w Policji. Niższym stopniem jest starszy sierżant, a wyższym młodszy aspirant. Na stopień ten mianuje komendant wojewódzki Policji lub komendant szkoły. Nadanie wyższego stopnia nie może nastąpić wcześniej niż po przesłużeniu w stopniu starszego sierżanta 2 lat. Odpowiednik wojskowego stopnia sierżanta sztabowego, starszego sierżanta sztabowego, oraz starszego ogniomistrza w Państwowej Straży Pożarnej.
Uzyskanie stopnia sierżanta sztabowego możliwe jest, jeżeli policjant posiada 3 grupę zaszeregowania, tj. referenta.